# Susi Caramelo
Susana Cabero Jaén (Hospitalet de Llobregat, Barcelona, 18 de septiembre de 1980), más conocida como Susi Caramelo, es una presentadora, reportera y humorista española conocida por sus intervenciones en los programas de televisión Las que faltaban y Cero en historia. Posteriormente dio el salto como presentadora de su propio programa en #0 titulado Caramelo.

## Biografía
Susana Cabero Jaén nació el 18 de septiembre de 1980 en Hospitalet de Llobregat (Barcelona, España). Estudió un ciclo de Administración y Finanzas antes de formarse en interpretación en varias escuelas de Barcelona. Posteriormente comenzó a trabajar como azafata de producción. Después de conocer a varios cómicos y guionistas representó varios de sus textos en distintos bolos. Tras conocer su verdadera vocación y quedar finalista en el concurso de comedia «Los 4 de cuatro» se mudó a Madrid para comenzar una carrera en televisión.

## Carrera profesional
En 2019 se incorporó al programa de humor de #0 Las que faltaban, presentado por Thais Villas. En el programa realizaba reportajes en photocalls, entrevistando a diversos famosos, además de colaborar en plató. Tras dos temporadas, el programa fue cancelado y la humorista fichó por #0 para futuros proyectos. Gracias a la popularidad que obtuvo en el programa, comenzó a representar su propia obra teatral, con la que realizó una gira, titulada Pibonéxica. En 2020 se incorporó como colaboradora al programa de humor de #0 Cero en historia. Además, comenzó su andadura como presentadora con Caramelo, donde entrevistaba a famosos, en clave de humor.
En 2021 participó en el largometraje de Fernando Colomo Poliamor para principiantes, donde compartió pantalla con María Pedraza, Karra Elejalde o Toni Acosta. En septiembre del mismo año, repitió su labor como presentadora, esta vez en el programa Susi Free, también en Movistar.

## Trayectoria

### Televisión
| Año           | Título                    | Cadena         | Notas                     |
| ------------- | ------------------------- | -------------- | ------------------------- |
| 2008          | ¡Allá tú!                 | Telecinco      | Concursante               |
| 2018          | CCNews                    | Comedy Central | Reportera                 |
| 2019          | Las que faltaban          | #0             | Colaboradora y reportera  |
| 2019 – 2020   | Dar cera, pulir 0         | #0             | Invitada                  |
| 2020 – 2021   | Cero en historia          | #0             | Colaboradora              |
| 2021; 2023    | El hormiguero             | Antena 3       | Invitada                  |
| 2021          | Caramelo                  | #0             | Presentadora              |
| 2021          | Drag Race España          | Atresplayer    | Jueza invitada            |
| 2021          | Susi Free                 | #0             | Presentadora              |
| 2021 – 2023   | Pasapalabra               | Antena 3       | Invitada                  |
| 2022          | Deluxe                    | Telecinco      | Invitada                  |
| 2022 – 2023   | Rojo Caramelo             | #0             | Presentadora              |
| 2023          | Tu cara me suena          | Antena 3       | Concursante               |
| 2023          | Zapeando                  | La Sexta       | Invitada                  |
| 2023          | José Mota Live Show       | La 1           | Colaboradora              |
| 2023          | El puente de las mentiras | La 1           | Invitada                  |
| 2023          | Cuentos chinos            | Telecinco      | Colaboradora              |
| 2024          | Invictus, ¿te atreves?    | La 1           | Colaboradora              |
| 2024-presente | El hormiguero             | Antena 3       | Colaboradora              |
| 2025          | El desafío                | Antena 3       | Concursante               |
| 2025          | Tu cara me suena          | Antena 3       | Jurado sustituta (Lolita) |

### Cine
| Año  | Título                      | Personaje | Director        |
| ---- | --------------------------- | --------- | --------------- |
| 2021 | Poliamor para principiantes | Susi      | Fernando Colomo |

### Teatro
| Año         | Título     | Personaje  | Notas        |
| ----------- | ---------- | ---------- | ------------ |
| 2019 – 2020 | Pibonéxica | Ella misma | Gira teatral |